# Croix Bonneau-Bourderies
Croix Bonneau-Bourderies est un micro-quartier de la ville de Nantes, en France, compris dans le quartier Bellevue - Chantenay - Sainte-Anne.

## Généralités
À des fins statistiques, l'INSEE subdivise les communes de plus de 10 000 habitants en IRIS, constituant des « micro quartiers », composés d'un ensemble d'îlots contigus et homogènes, regroupant 2 000 habitants ou plus. Dans le cas de Nantes, les 11 quartiers sont ainsi subdivisés en 97 micro-quartiers,. Croix Bonneau-Bourderies est l'un de ces micro-quartiers ; il fait partie du quartier Bellevue - Chantenay - Sainte-Anne.
Le quartier Croix Bonneau-Bourderies est limitrophe des micro-quartiers Durantière et Zola au nord, Mairie de Chantenay à l'est, Boucardière-Mallève au sud, et Lauriers à l'ouest. En partant du nord, dans le sens des aiguilles d'une montre, il est délimité par la place de la Croix-Bonneau, le boulevard Léon-Jouhaux, les rues du Bois-Hercé, des Pavillons, du Moulin-de-l'Abbaye, du Bois-Hardy et le boulevard Jean-Moulin.
Il s'agit d'un secteur essentiellement résidentiel, implanté sur le sillon de Bretagne. Il tire son nom de deux lieux-dits : la Croix Bonneau (une véritable croix de chemin encore visible sur la place du même nom) et les Bourderies.

## Historique
Le quartier fait historiquement partie de l'ancienne commune de Chantenay-sur-Loire, annexée par Nantes en 1908. Jusqu'au XIXe siècle, c'est une zone rurale. Son urbanisation commence vers le milieu du XIXe siècle, la place de la Croix-Bonneau commençant alors à marquer la limite occidentale du développement périurbain. La cité des Bourderies est érigée dans les années 1930. Le quartier reste toutefois à la lisière de Nantes jusque dans les années 1960.
Au XXIe siècle, le quartier est totalement urbanisé.

## Points d'intérêts
Parmi les points d'intérêts du quartier :
- l'église Saint-Michel de la Croix-Bonneau ;
- le nouveau cimetière Saint-Martin.